# 제2차 다나카 가쿠에이 내각 (제1차 개조)
제2차 다나카 가쿠에이 제1차 개조내각(일본어: 第2次田中角栄第1次改造内閣)은  다나카 가쿠에이가 제65대 내각총리대신으로 임명되어, 1973년 11월 25일부터 1974년 11월 11일까지 존재한 일본의 내각이다.
제2차 다나카 가쿠에이 내각의 개조내각이다.

## 개요
그해 10월에 발발한 제4차 중동 전쟁에서 동반된 오일 쇼크에 의해 일본 국내에 있어서 에너지 위기나 물가 급등 등의 문제에 대처할 필요성이 생긴 상황에 11월 23일 대장대신인 아이치 기이치가 현직인 채로 급서했다.
아이치의 사망 소식을 접한 다나카 가쿠에이가 경제정책의 전환을 꾀하고, 아이치의 후임 대장대신으로 행정관리청 장관인 후쿠다 다케오를 기용하는 등 자유민주당의 실력자를 중요 각료에 배치하는 강력한 포진으로 국가 위기에 대처해야 한다며 내각 개조를 단행했다.

## 각료
- 내각총리대신 - 다나카 가쿠에이
- 국무대신(부총리), 환경청 장관 - 미키 다케오( ~ 1974년 7월 12일)
- 법무대신 - 나카무라 우메키치
- 외무대신 - 오히라 마사요시 / 기무라 도시오(1974년 7월 16일 ~ )
- 대장대신 - 후쿠다 다케오 / 오히라 마사요시(각내 이동, 1974년 7월 16일 ~ )
- 문부대신 - 오쿠노 세이스케
- 후생대신 - 사이토 구니키치
- 농림대신 - 구라이시 다다오
- 통상산업대신 - 나카소네 야스히로
- 운수대신 - 도쿠나가 마사토시
- 우정대신 - 하라다 겐
- 노동대신 - 하세가와 다카시
- 건설대신, 긴키권 정비 장관, 주부권 개발 정비 장관, 수도권 정비위원회 위원장 - 가메오카 다카오
- 자치대신, 국가공안위원회 위원장, 홋카이도 개발청 장관 - 마치무라 긴고
- 내각관방장관 - 니카이도 스스무
- 총리부 총무장관, 오키나와 개발청 장관 - 고사카 도쿠사부로
- 행정관리청 장관 - 호리 시게루 / 호소다 기치조(1974년 7월 16일 ~ )
- 방위청 장관 - 야마나카 사다노리
- 경제기획청 장관 - 우치다 쓰네오
- 과학기술청 장관 - 모리야마 긴지
- 환경청 장관 - 미키 다케오 / 모리 마쓰헤이(1974년 7월 12일 ~ )
- 국무대신(무임소) - 니시무라 에이이치(1974년 6월 24일 ~ 6월 25일)
- 국토청 장관(1974년 6월 26일 설치) - 니시무라 에이이치
  - 내각법제국 장관 - 요시쿠니 이치로
  - 내각관방부장관(정무) - 오무라 조지
  - 내각관방부장관(사무) - 가와시마 히로모리
  - 총리부 총무부장관(정무) - 오부치 게이조
  - 총리부 총무부장관(사무) - 미야자키 기요후미

### 보충 설명
- 긴키권 정비 본부, 주부권 개발 정비 본부, 수도권 정비위원회는 1974년 6월 26일에 폐지됐다.
- 미키는 개조 이전이었던 제2차 내각의 내각 조성 때 이른바 부총리로서 지명을 받았었고 당시의 인증관 임명식 및 관보 게재 사령에서의 국무대신으로서의 서열도 필두로 돼 있다.

## 정무 차관
- 법무 정무 차관 - 다카하시 분고로
- 외무 정무 차관 - 야마다 히사나리
- 대장 정무 차관 - 나카가와 이치로·야나기다 모모타로
- 문부 정무 차관 - 후지나미 다카오
- 후생 정무 차관 - 이시모토 시게루
- 농림 정무 차관 - 와타나베 미치오·야마모토 모이치로
- 통상 산업 정무 차관 - 모리시타 모토하루·구스노키 마사토시
- 운수 정무 차관 - 마스오카 히로유키
- 우정 정무 차관 - 미쓰바야시 야타로
- 노동 정무 차관 - 스가나미 시게루
- 건설 정무 차관 - 우쓰미 히데오
- 자치 정무 차관 - 후루야 도루
- 행정 관리 정무 차관 - 오자와 다로
- 홋카이도 개발 정무 차관 - 와카바야시 마사타케
- 방위 정무 차관 - 기노 하루오
- 경제 기획 정무 차관 - 다케우치 레이이치
- 과학 기술 정무 차관 - 나가야 시게루
- 환경 정무 차관 - 후지모토 다카오
- 오키나와 개발 정무 차관 - 니시메 준지

## 에피소드
- 제2차 다나카 가쿠에이 제1차 개조내각의 궁중 인증식이 거행된 1973년 11월 25일은 일요일이었다.
- 일본국 헌법 시행 이후, 내각 각료의 인증식이 일요일에 집행된 사례는 이 내각이 처음이며 또한 2013년 현재에 이르기까지도 없다. 그렇기 때문에 내각의 일요일 내각 조성(내각 개조를 포함)은 제2차 다나카 가쿠에이 제1차 개조내각이 현 시점에서는 유일한 선례가 되고 있다.